# ムィスウォヴィツェ
ムィスウォヴィツェ（Mysłowice [mɨswɔˈvʲit͡sɛ] ( 音声ファイル) (ドイツ語: Myslowitz; シレジア語: Myslowicy)）は、カトヴィツェの近くにある、南ポーランドシロンスク県の都市である。200万人の人口をもつ上シレジア都市圏連合（en:Upper Silesian Metropolitan Union）の南側に位置している。シレジア高地にあり、ヴィスワ川に合流するプシェムシャ川とブリニツァ川が流れる。
1999年よりシロンスク県に属し、以前はカトヴィツェ県（en:Katowice Voivodeship）に属していた。ムィスウォヴィツェは270万人のカトヴィツェ都市圏の都市の一つであり、約529万4000人が住む大シレジア都市圏の中にある。2022年の人口は72,124人である。

## 歴史
ムィスウォヴィツェは上シレジア地方で最も古い都市の一つである。ヴロツワフからクラクフへの重要な通り道に位置している、白プシェムシャ川と黒プシェムシャ川の合流地点にある。最も早いわずかな近代的な定住の痕跡は12世紀や13世紀にさかのぼる。教区聖職者について最初に言及しているのは、1306年の文書である。1360年にはすでにムィスウォヴィツェは町として書かれている。何世紀かの間に、町の所有者はしばしば変わり、異なる国の間の境界を引いた。1871年にドイツ帝国が建国されたあと、この地域の両プシェムシャ川の合流点がオーストリア帝国・ドイツ帝国・ロシア帝国の三国国境となったので、三帝の角（ドイツ語:Dreikaisereck）として知られるようになった。第一次世界大戦と1922年の国民投票の後、ムィスウォヴィツェや上シレジア地方の一部は新しい返還されたポーランドの一部となった。

## 地区
ムィスウォヴィツェ町は、下記の14地区に分けられる。
- Bończyk–Tuwima
- Brzezinka
- Brzęczkowice and Słupna
- Dziećkowice
- Janów Miejski–Ćmok
- Kosztowy
- Krasowy
- Larysz–Hajdowizna
- Morgi
- Mysłowice Centrum
- Piasek
- Stare Miasto
- Szopena–Wielka Skotnica
- Wesoła

## 教育
ムィスウォヴィツェはGórnośląska Wyższa Szkoła Pedagogiczna im. Kardと呼ばれる大学レベルの施設の本拠地である。Augusta Hlonda（英語名:August Hlond College of Pedagogy）はul. Piastów Śląskich 10.にある。
ムィスウォヴィツェには8つの中学校と、5つの高等学校と専修学校がある。また、幼稚園は20あり、小学校は17校ある。

## 文化
Off Festivalは2006年から毎年Artur Rojekによって開かれる音楽の祭りである。ムィスウォヴィツェからのバンドは彼らの故郷のをとって
Myslovitzとしている。